# Río Samalá (vattendrag i Guatemala)
Río Samalá är ett vattendrag i Guatemala. Det ligger i den sydvästra delen av landet, 150 km väster om huvudstaden Guatemala City.